# Gary M. Heidnik
Gary Michael Heidnik (Eastlake, 22 novembre 1943 – Rockview, 6 luglio 1999) è stato un serial killer statunitense, responsabile del rapimento e della tortura di sei donne, oltre che dell'omicidio di due di esse.

## Biografia

### Primi anni
Figlio di Michael e Ellen Heidnik, i genitori divorziarono quando aveva due anni. Gary e il fratello minore appena nato vissero inizialmente con la madre, ma poi si trasferirono dal padre e dalla sua nuova compagna. La vita di Gary in questo periodo è stata caratterizzata dalle continue umiliazioni a cui la matrigna lo sottoponeva e alle prese in giro dei compagni di classe dovute ad una malformazione alla testa avvenuta in seguito a una caduta da un albero.
Terminati gli studi si iscrive alla prestigiosa Staunton Military Academy e dopo due anni di addestramento entra a tutti gli effetti nell'esercito: tuttavia dopo pochi mesi viene congedato per motivi di salute, gli viene diagnosticato il disturbo schizoide di personalità che gli permette di ottenere una dichiarazione di invalidità al 100% e una discreta pensione, per cui avendo molto tempo libero si iscrive all'università ottenendo ottimi risultati fino al 1970.

### Primi problemi con la legge
Nel 1970 il suicidio della madre lo porta a desiderare di uccidere il proprio fratello. Dopo essere stato scoperto, viene internato in un ospedale psichiatrico per un anno, al termine del quale viene regolarmente rilasciato. Dopo il rilascio riscopre la religione e decide di fondare una chiesa e di mettersi a capo di essa, dandole il nome di La Chiesa Unita dei Ministri di Dio. 
A metà degli anni '70 dimostra nuovamente la sua grande intelligenza investendo il suo vitalizio in borsa e arrivando a guadagnare oltre mezzo milione di dollari con diverse speculazioni. Nel corso degli anni viene arrestato per rissa, aggressione armata (spara ad un uomo), truffa e violenza.

### I sequestri
Nel 1978 sequestra per due giorni la sorella mentalmente incapace della sua ragazza, violentandola e sodomizzandola ripetutamente. Viene arrestato e condannato a sette anni di prigione (ridotti a tre anni in manicomio in appello).
Dopo essere stato rilasciato frequenta molte donne arrivando anche a sposarsi con una ragazza filippina di nome Betty, tuttavia tutte queste storie falliscono a causa del suo carattere violento portando via anche i figli nati da queste unioni. Anche la moglie, stanca delle minacce e dei continui abusi, lo lascia e scappa via. 
Gary chiude le donne che rapisce in cantina, legandole con una catena e costringendole a vivere nude in un ambiente sporco e ad avere rapporti sessuali ripetuti con lui. Se le ragazze disobbediscono le punizioni comprendono stupri, botte, scariche elettriche e la permanenza in una buca scavata in cantina dallo stesso Gary. Nel febbraio del 1987 una delle ragazze muore a causa delle condizioni e delle torture. Il 17 marzo 1987 viene uccisa tramite elettroshock anche una seconda ragazza.

### Arresto
La prima ragazza catturata, Josefina, conquista la fiducia di Gary che le consente di avere una serata di libera uscita. Josefina denuncia il suo carceriere a due poliziotti, i quali, dopo un momento di incredulità, danno finalmente retta alla ragazza e il 24 marzo 1987 arrestano Gary in un distributore di benzina.
Al processo il procuratore riesce a dimostrare che Gary è sano di mente e molto intelligente e per questo la giuria lo condanna a morte. Negli anni seguenti Gary prova ripetutamente a ribaltare il verdetto con appelli presso tutte le corti possibili e tenterà anche di suicidarsi, ma senza riuscirci poiché il gesto gli viene impedito. Le vittime e la ex-moglie hanno avviato diverse cause per cercare di ottenere i resti del suo cospicuo patrimonio. 
La sentenza di morte è stata eseguita tramite iniezione letale il 6 luglio 1999.

## Lista delle vittime
- Josefina Rivera, 25 anni, rapita il 25 novembre 1986 (sopravvissuta)
- Sandra Lindsay, 24 anni, rapita il 3 dicembre 1986, uccisa nel febbraio 1987
- Lisa Thomas, 19 anni, rapita il 23 dicembre 1986 (sopravvissuta)
- Deborah Dudley, 23 anni, rapita il 2 gennaio 1987, uccisa il 19 marzo 1987
- Jacqueline Askins, 18 anni, rapita il 18 gennaio 1987 (sopravvissuta)
- Agnes Adams, 24 anni, rapita il 23 marzo 1987 (sopravvissuta)

## Nella cultura di massa
- Nel libro Il silenzio degli innocenti l'assassino protagonista è ispirato in parte anche a Gary Heidnik.
- La vicenda di Gary Heidnik è trattata nella puntata Le mogli di Gary - La storia di Gary Heidnik del podcast Demoni Urbani di Francesco Migliaccio.